# فرديناند غوتليب
فرديناند غوتليب (بالإنجليزية: Ferdinand Gottlieb)‏ هو مهندس معماري أمريكي، ولد في 5 أكتوبر 1919، وتوفي في 27 أكتوبر 2007.